# Cosmasterias dyscrita
Cosmasterias dyscrita is een zeester uit de familie Stichasteridae.
De wetenschappelijke naam van de soort werd in 1916 gepubliceerd door Hubert Lyman Clark.